# Val-d'Ornain
Val-d'Ornain è un comune francese di 1 031 abitanti situato nel dipartimento della Mosa nella regione del Grand Est.

## Società

### Evoluzione demografica
Abitanti censiti